# Phare de Sviatonossky
Le phare de Sviatonossky est un phare en activité situé sur la côte nord-est de la péninsule de Kola, dans la partie nord du cap Sviatoï Nos, dans la région de la baie de Lopskoe Stanovishte.
L'un des plus anciens phares en activité de Russie, sa hauteur est de 22 mètres, au-dessus du niveau de la mer. Il est opérationnel depuis le 6 novembre 1862.

## Histoire
Une tour non éclairée se dressait sur le cap depuis 1828, jusqu'à ce qu'en 1835 le ministère de la Marine décide de construire un réseau de phares sur la péninsule de Kola pour assurer la sécurité des navires. Initialement, il est prévu de construire un phare en métal, mais faute de fonds, il est décidé de construire un phare en bois. La construction des composants et leur livraison de Solombala au cap ont été réalisées par le marchand d'Arkhangelsk Ivan Ermolaevich Toropov. L'infrastructure nécessaire a été construite à côté du phare - une maison pour le gardien, une caserne, des bains publics et un cellier avec glacier. Un peu plus tard, une tour de phare et un système catoptrique à lampes d'Argand sont livrés.
Le premier phare est une tour pyramidale octogonale jaune avec une lanterne métallique de 18 lampes et 18 réflecteurs montés sur la tour. Le phare est entretenu par une équipe de sept personnes : un officier-gardien et une équipe de soldats. Les premières années, ils vivent tous directement près du phare, mais après plusieurs décès dus au scorbut pendant la saison hivernale, l'équipe est autorisée à passer l'hiver à Varzouga, et à cette époque des Samis d'Ostrovnoï s'occupent alors du phare.
Depuis 1866, une équipe de civils commence à surveiller le phare. Le système d'éclairage du phare change à plusieurs reprises ; en 1890, l'ancien système d'éclairage est remplacé par un nouveau, le système Fresnel, et la tour du phare est donc reconstruite. Dix ans plus tard, il est remplacé par un système de brûleurs à kérosène.
Au début du XXe siècle, le gardien du phare, Bagrentsev perd la vue mais continue à exercer son métier malgré sa cécité. En 1913, la rumeur commence à circuler. Dénoncé, le contre-amiral Bukhteev et envoyé pour vérifier les dires. Il remarque que si la rumeur dit vrai, le gardien effectue, avec l'aide de son épouse, son travail avec perfection et qu'il faut au contraire le récompenser. Bagrentsev exercera jusqu'à la révolution d'octobre avant de passer la main à son fils.
En 1910, un téléphone fait son apparition au phare.
En 1917, le système d'éclairage est de nouveau remplacé par une nouvelle structure de lanterne et un appareil d'éclairage au gaz commandés à Stockholm.
À la fin des années 1930, le phare passe à l'éclairage électrique.
Le phare est de nos jours entretenu par une équipe de sept personnes, une centrale solaire moderne avec 6 panneaux et un appareil optique sont installés, émettant une lumière blanche clignotante à une distance d'environ 8 miles.
En 2002, le phare est inscrit sur la « Liste des objets nouvellement identifiés dans l'oblast de Mourmansk ayant une valeur historique, scientifique ou artistique » sous le numéro 7/316.
En 2021, il est inscrit au registre d'État unifié des objets du patrimoine culturel des peuples de la fédération de Russie en tant qu'objet du patrimoine culturel d'importance fédérale.